# Ca l'Armet
Ca l'Armet és una obra del municipi de la Jonquera inclosa en l'Inventari del Patrimoni Arquitectònic de Catalunya.

## Descripció
Casa situada al centre del poble, de planta irregular que consta de planta baixa i dos pisos. L'edifici té coberta a dos aigües. Els murs són de maçoneria i han estat arrebossats (actualment part de l'arrebossat s'ha perdut): Les obertures han estat emmarcades per carreus de pedra ben escairats. Al primer pis s'obren quatre grans finestres d'arc rebaixat : les dues del centre donen a un mateix balcó senzill de ferro forjat. També el segon pis s'obren tres finestres balconades. Cal esmentar que al seu interior, a la primera planta, trobem unes interessants pintures murals al fresc que ocupen dos cambres. Es tracta d'uns frescos realitzats per un pintor italià del segle xvii en els que es desenvolupa un programa iconogràfic inspirat en temes i motius de la mitologia clàssica : història de Telèmac, Apol·lo, Orfeu, Rapte d'Europa; també hi ha figures d'atlants i puttis en grisalla; figures de músics, etc.

## Història
Se sap que el pintor italià que realitzà les pintures va morir en la Guerra Gran el 1640. En un altre temps, i segons Pi i Sunyer, la casa va acollir al rei Ferran VII quan de retorn a Espanya després del seu exili francès va fer nit a la Jonquera (el qual ens permet suposar que es tractava, aleshores, d'una de les cases més nobles de tota la població empordanesa). A la casa es conserva un arxiu on hi ha nombrosos documents referents a aquest període històric.